# Wolfsburg
 For alternative betydninger, se Wolfsburg (band).
Wolfsburg er en tysk by i det nordligste Mellemtyskland i den østligste del af delstaten Niedersachsen, i hvilken den er sjettestørste by. I byen ligger bilkoncernen Volkswagens hovedsæde, koncernens største bilfabrik og dens besøgspark. Volkswagen Werke i byen er per 2019 verdens største fabriksområde efter antal kvadratmeter under tag.

## Historie
På stedet lå indtil 1938 en mindre landsby ved navn Fallersleben. Den 1. juli 1938 blev byen Wolfsburg grundlagt under navnet Stadt des KdF-Wagens bei Fallersleben (dansk: KdF-vognens by ved Fallersleben). 
Byen blev grundlagt for at huse arbejderne ved den nyligt åbnede Folkevognsfabrik, som var anlagt primært for at bygge Kraft durch Freude-vognen, VW's berømte 'Boble', i Danmark Folkevogn. 
Under 2. verdenskrig blev fabrikkens produktion omlagt til hovedsageligt at omfatte militære køretøjer. KdF-byens hovedbanegård blev bygget på direkte ordre fra Adolf Hitler, for at sikre transporten til og fra fabrikken. I 1945 blev byen omdøbt til Wolfsburg, opkaldt efter et middelalderslot af samme navn tæt på byen. 

## Øvrigt
Byen er en af de få byer i Tyskland grundlagt i det 20. århundrede og har ca. 125.000 indbyggere (2018).
Byens fodboldhold, VfL Wolfsburg, spiller i Bundesligaen og overraskede i 2008/2009 ved at vinde dets første mesterskab. Klubben ejes 100 % af Volkswagen AG, der også sponsorerer byens stadion Volkswagen Arena.